# Габријела Сабатини
Габријела Беатрис Сабатини (шп. Gabriela Beatriz Sabatini; 16. мај 1970, Буенос Ајрес, Аргентина) је аргентинска тенисерка, која је играла од 1985. до 1996. Њена највиша позиција на ВТА листи била је трећа позиција. Освојила је један гренд слем турнир (Отворено првенство САД 1990) и сребрну медаљу на Олимпијским играма 1988. у Сеулу. Данас присуствује многим догађајима у свету тениса, као велика звезда овог спорта.

## Финала гренд слем турнира (7)

### Појединачно (3)

#### Победе (1)
| Година | Турнир                 | Противница | Резултат |
| 1990.  | Отворено првенство САД | Штефи Граф | 6–2, 7–6 |

#### Порази (2)
| Година | Турнир                 | Противница | Резултат      |
| 1988.  | Отворено првенство САД | Штефи Граф | 3–6, 6–3, 1–6 |
| 1991.  | Вимблдон               | Штефи Граф | 4–6, 6–3, 6–8 |

### Женски парови (4)

#### Победе (1)
| Година | Турнир   | Партнерка  | Противнице у финалу                    | Резултат        |
| 1988.  | Вимблдон | Штефи Граф | Лариса Савченко Нејланд Наташа Зверева | 6–3, 1–6, 12–10 |

#### Порази (3)
| Година | Турнир                           | Партнерка  | Противнице у финалу                    | Резултат |
| 1986.  | Отворено првенство Француске     | Штефи Граф | Мартина Навратилова Андреа Темешвари   | 1–6, 2–6 |
| 1987.  | Отворено првенство Француске (2) | Штефи Граф | Мартина Навратилова Пем Шрајвер        | 1–6, 2–6 |
| 1989.  | Отворено првенство Француске (3) | Штефи Граф | Лариса Савченко Нејланд Наташа Зверева | 4–6, 4–6 |

## Титуле
| - 1985: Јапан опен (Токио) - 1986: Аргентина опен (Буенос Ајрес) - 1987: Пан пасифик опен (Токио), Волво класик (Брајтон), Аргентина опен (Буенос Ајрес) - 1988: Флорида опен (Бока Ратон), Италија опен (Рим), Канада опен (Монтреал), ВТА шампионат (Њујорк Сити) - 1989: Мајами опен (Мајами), турнир у Амелија Ајланду (Амелија Ајланд), Италија опен (Рим), Велика награда Поршеа (Филдерштат) - 1990: Флорида опен (Бока Ратон), Отворено првенство САД (Њујорк Сити) - 1991: Турнир у Амелија Ајланду (Амелија Ајланд), Италија опен (Рим) - 1992: Медибанк интернешенел (Сиднеј), Пан пасифик опен (Токио), Куп породичног круга (Хилтон Хед), турнир у Амелија Ајланду (Амелија Ајланд), Италија опен (Рим) - 1994: ВТА шампионат (Њујорк Сити) - 1995: Петерс шампионат (Сиднеј) | - 1985: Сао Пауло (са Мерседес Пас) - 1985: Монтисело (са Пас) - 1985: Тампа (са Карлинг Басет-Сегусо) - 1986: Индијанаполис (са Штефи Граф) - 1986: Монтреал (са Зином Гарисон) - 1986: Цирих (са Граф) - 1987: Амелија Ајланд (са Граф) - 1987: Рим (са Мартином Навратиловом) - 1987: Буенос Ајрес (са Пас) - 1988: Мајами (са Граф) - 1988: Вимблдон (са Граф) - 1990: Монтреал (са Бетси Нагелсен) - 1995: Чикаго (са Брендом Шулц) - 1995: Торонто (са Шулц) |